# Dictionary of African Biography
Le Dictionary of African Biography est un dictionnaire biographique en six volumes, publié par Oxford University Press. Publié en 2012, les rédacteurs en chef sont Emmanuel K. Akyeampong et Henry Louis Gates, Jr., tous deux du WEB Du Bois Institut de l'Université Harvard.
La version imprimée du dictionnaire comprend 2 100 entrées couvrant l'ensemble du continent africain, de 1490 av. J.-C. à aujourd'hui ; des entrées continuent d'être ajoutées en ligne.
L'ouvrage est considéré comme l'un des premiers et des plus complets ouvrages biographiques de référence de personnalités du continent africain, tant par sa portée temporelle que géographique. Il s'inscrit ainsi dans la tradition de l’Oxford Dictionary of National Biography, l’American National Biography et l’African American National Biography, précédemment publiés par Oxford University Press. En 2013, l'ouvrage a remporté le prix des « Outstanding Reference Sources » décerné par Reference and User Services Association de l'American Library Association.
Après l'échec de plusieurs tentatives de publication d'encyclopédies biographiques africaines dans le passé, les éditeurs ont pour objectif de rassembler 10 000 biographies d'Africains qui ont eu et ont encore une influence significative sur l'histoire, le développement et le présent du continent. Même après la publication, les auteurs acceptent les suggestions de biographies, qui sont régulièrement ajoutées à la version en ligne de l'ouvrage de référence.
Selon leurs propres déclarations, environ 20 % de toutes les entrées décrivent des femmes. Environ 10 pour cent de toutes les entrées décrivent des personnes d'avant 600 avant J.-C., 25 pour cent d'avant 1800. 25 pour cent de toutes les entrées décrivent des personnes vivantes. L'Afrique de l'Ouest (avec 25 % de toutes les biographies) et l'Afrique du Nord et de l'Est (25 %) constituent un pôle géographique. D'autres régions sont moins couvertes : l'Afrique australe (16 %), l'Afrique centrale (14 %), le Grand Maghreb (11 %) et l'Afrique de l'Est (10 %).

## Auteurs
Les deux rédacteurs de l'ouvrage, Akyeampong et Gates, Jr, étaient secondés par 15 experts :
- Stanley M. Burstein (Université d'État de Californie), Afrique ancienne
- Chouki El Hamed (Université d'État de l'Arizona), Le Maghreb depuis 1800
- Allen Fromherz (Université d'État de Géorgie), Le Maghreb avant 1800
- Israel Gershoni (Université de Tel Aviv), L'Égypte moderne
- Lidwien Kapteijns (Wellesley College), Somalie et Djibouti
- Ray Kea (Université de Californie à Riverside), Afrique de l'Ouest avant 1800
- Christopher J. Lee (Université de Caroline du Nord à Chapel Hill), Afrique australe
- Paul Lovejoy (Université York), Afrique occidentale anglophone
- Ghislaine Lydon (Université de Californie à Los Angeles), Afrique de l'Ouest francophone
- Jonathan Miran (Université Western Washington), Éthiopie et Érythrée
- Evan Mwangi (Université Northwestern), écrivains africains
- Jeremy Rich (Middle Tennessee State University), Afrique centrale
- Kathleen Sheldon (Université de Californie à Los Angeles), Femmes
- Jay Spaulding ( Kean University), Afrique du Nord et de l'Est
- Thomas Spear (Université du Wisconsin à Madison), Afrique de l'Est anglophone

En outre, un conseil consultatif a soutenu la création et la publication de l'ouvrage.

## Volumes
- Volume 1 : Abach–Brand
- Volume 2 : Brath–Haile
- Volume 3 : Hailu–Lyaut
- Volume 4 : Maal–Odhia
- Volume 5 : Oding–Teres
- Volume 6 : Tertu–Zwang, avec Annexe et Index

## Prix
- American Library Association Booklist Editors 'Choice: Reference Sources (2012)[6].